# 수라도 (드라마)
《수라도》는 1979년 8월 10일에 방영된 KBS 문예극장이다.

## 줄거리
시골 처녀가 명문양반집에 시집 와서 일제의 갖은 압박과 착취의 고난 속에서도 한국 여인의 굳은 정신과 얼을 잃지 않고 살아간다.

## 등장 인물
- 반효정
- 문오장
- 김진해
- 신구
- 민욱
- 황범식
- 이종만
- 안대용